# Blueprint
Se även The Blueprint.
Blueprint är en TV-thriller/miniserie i tre delar, visad på Sveriges Television. 

## Handling
Gabriella deltar när en miljöorganisation utför en aktion mot ett kärnavfallsfartyg, vilket får förödande konsekvenser för henne och hennes familj.

## Om filmen
Första avsnittet visades i Kanal 1 den 10 oktober 1992. Serien blev Emmy nominerad.

## Rollista
- Åsa Göransson - Isabelle Rydbeck
- Marika Lagercrantz - Gabriella Rydbeck
- Samuel Fröler - Tom Lager
- Peter Haber - Gustav Hake
- Gerhard Hoberstorfer - Rick Magnusson
- Sten Ljunggren - Axel Rydbeck
- Barbro Oborg - Mona Rydbeck
- Totta Näslund - Carl Miller
- Gösta Bredefeldt - Erland Rosenberg
- Thomas Hellberg - Max Kaminski